# Говеждія
Говеждія (рум. Govăjdia) — село у повіті Хунедоара в Румунії. Входить до складу комуни Геларі.
Село розташоване на відстані 296 км на північний захід від Бухареста, 17 км на південний захід від Деви, 130 км на південний захід від Клуж-Напоки, 121 км на схід від Тімішоари.

## Населення
За даними перепису населення 2002 року у селі проживали 134 особи.
Національний склад населення села:
| Національність | Кількість осіб | Відсоток |
| -------------- | -------------- | -------- |
| румуни         | 121            | 90,3%    |
| угорці         | 8              | 6,0%     |

Рідною мовою назвали:
| Мова      | Кількість осіб | Відсоток |
| --------- | -------------- | -------- |
| румунська | 124            | 92,5%    |
| угорська  | 8              | 6,0%     |